# Pierre Souvestre

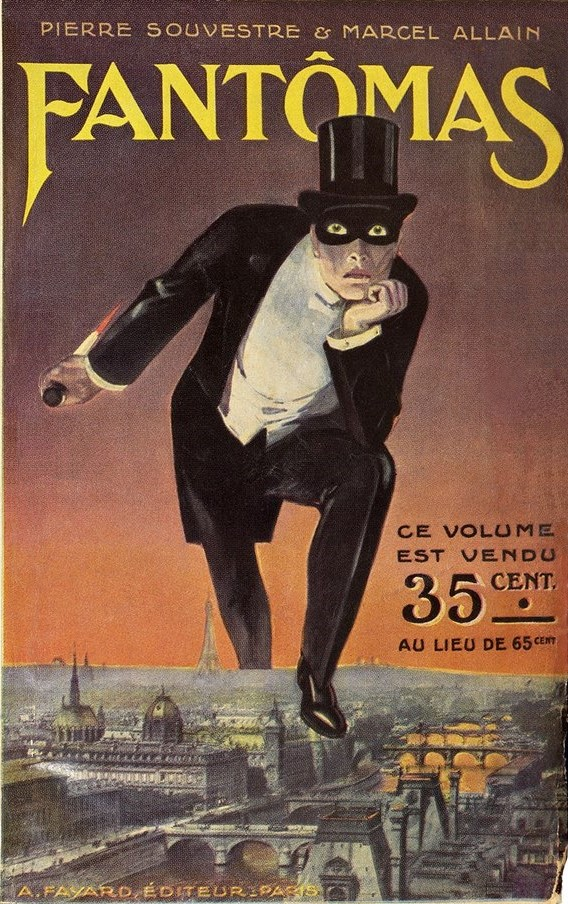
Obálka vydání prvního dílu Fantomase z roku 1911.

Pierre Wilhem Daniel Souvestre (1. června 1874, Plomelin, Finistère – 26. února 1914, Paříž) byl francouzský spisovatel a novinář proslulý sérií románů o geniálním, tajuplném a hrůzu budícím zločinci Fantomasovi, kterou vytvořil společně s Marcelem Allainem.

## Život
Pierre Souvestre se narodil na zámku Keraval v bretaňském městečku Plomelin, kde byl jeho otec prefektem. Část dětství však strávil v Paříži, kam se s rodinou přestěhoval poté, co otec ukončil svou funkci. Po získání bakalářského titulu na prestižním Lycée Janson de Sailly začal studovat právo. Studium úspěšně ukončil roku 1894 a stal se členem Pařížské advokátní komory. Vedle toho však začal pracovat jako novinář, spolupracoval s různými novinami a časopisy a věnoval se také literární činnosti, když pod pseudonymem Pierre de Breiz napsal knihy Pêle-mêle (1894) a En badinant (1895).
Roku 1898 odjel do Anglie do Liverpoolu, kde založil garáže a organizoval automobilové závody. Zde se také seznámil s Henriettou Kitslerovu, která byla jeho přítelkyní až do jeho smrti.
Roku 1900 se vrátil zpět do Paříže, vedl pojišťovací firmu a působil jako profesionální sportovní novinář pro noviny L'Auto (později L'Équipe). Roku 1905 spolupracoval na založení francouzské Sportovní akademie (L'Académie des Sports), roku 1907 vydal knihu o historii automobilismu Histoire de l'automobile a stal se všeobecně známou osobností. Protože se stal vedoucím redaktorem automobilového měsíčníku Le Poids lourd, nabídl mladému novináři Marcelu Allainovi, aby se stal jeho asistentem.
Společně pak vydali detektivní romány Le Rour (1909), La Royalda (1910) a L'Empreinte (1910), ve kterých se poprvé objevily postavy vyšetřujícího soudce Germaina Fuseliera, novináře Fandora a komisaře Juveho, kteří se později stali hrdiny cyklu o Fantomasovi. Ten vznikl na objednávku nakladatelství Fayard a jeho první díl Fantomas (Fantômas) vyšel v únoru roku 1911. Do konce roku 1913 pak vyšlo dalších třicet jedna pokračování. Démonizovaný zloduch vzbudil jako zosobnění zla živý zájem surrealistů.
Společně se Allainem napsal ještě další dva románové cykly, Zemřel roku 1914 v čtyřiceti letech na plicní edém. Po jeho smrti Marcel Allain ve psaní příběhů o Fantomasovi pokračoval.

## Dílo

### Fantomas
O geniálním, tajuplném a hrůzu budícím zločinci Fantomasovi (francouzsky Fantômas) napaal v letech 1911–1913 Souvestre společně s Marcelem Allainem třicet dva dílů. V letech 1925–1963 pak Allain sám doplnil dalších jedenáct dílů.

### Ostatní
- Pêle-mêle (1894), pod pseudonymem Pierre de Breiz.
- En badinant (1895), pod pseudonymem Pierre de Breiz.
- Histoire de l'automobile (1907), kniha o dějinách automobilismu.
- Naz en l'air (1912–1913, patnáct dílů), společně s Marcelem Allainem.[5]
- Titi le Moblot (1913–1914, pět dílů), společně s Marcelem Allainem.[5]

## Filmové adaptace
Filmové adaptace jsou uvedeny v článku týkajícího se románového cyklu Fantomas

## Česká vydání
Česká vydání jsou uvedena v článku týkajícího se románového cyklu Fantomas